# Mandi Angin (Gumay Talang)
Mandi Angin is een bestuurslaag in het regentschap Lahat van de provincie Zuid-Sumatra, Indonesië. Mandi Angin telt 321 inwoners (volkstelling 2010).